# La Sagrera (Palau-solità)
La Sagrera és el barri primigeni del poble de Palau-solità, del terme municipal de Palau-solità i Plegamans, al Vallès Occidental.
Està situada a l'entorn de l'església parroquial de Santa Maria de Palau-solità, a la dreta de la Riera de Caldes.